# Amblygaster
Amblygaster là một chi cá nhỏ trong họ Clupeidae. Hiện tại mới chỉ ghi nhận được 3 loài trong chi này.

## Các loài
- Amblygaster clupeoides Bleeker, 1849
- Amblygaster leiogaster (Valenciennes, 1847)
- Amblygaster sirm (Walbaum, 1792): Cá trích sơ[1]